# San Giorgio della Richinvelda
San Giorgio della Richinvelda é uma comuna italiana da região do Friuli-Venezia Giulia, província de Pordenone, com cerca de 4.316 habitantes. Estende-se por uma área de 47 km², tendo uma densidade populacional de 92 hab/km². Faz fronteira com Arzene, Cordenons, Dignano (UD), Flaibano (UD), San Martino al Tagliamento, Sedegliano (UD), Spilimbergo, Vivaro, Zoppola.

## Demografia
| Variação demográfica do município entre 1861 e 2011                               |
|                                                                                   |
| Fonte: Istituto Nazionale di Statistica (ISTAT) - Elaboração gráfica da Wikipedia |